# Dyskografia Portishead
Dyskografia Portishead – obejmuje 3 albumy studyjne, 1 album koncertowy, kilka kompilacji  i 10 singli.
Zespół powstał w Bristolu w 1991 roku. Jego nazwa pochodzi od miasta Portishead, w którym wychowywał się jeden z jego członków, Geoff Barrow (pozostali to Beth Gibbons i Adrian Utley). Największym sukcesem komercyjnym Portishead okazał się jego debiutancki album, Dummy, który w 2019 roku zdobył status potrójnej platynowej płyty (w Wielkiej Brytanii, przyznany przez BPI). Otrzymał ponadto status platynowej płyty w Kanadzie (MC) i złotej płyty w USA (RIAA). Pochodzący z tego albumu singel „Glory Box” zdobył (jako jedyny z singli zespołu) status złotej płyty (BPI).

## Dyskografia

### Albumy

#### Albumy studyjne
| Rok                                                                                    | Album                                                                                      | Pozycje na listach przebojów | Pozycje na listach przebojów | Pozycje na listach przebojów | Pozycje na listach przebojów | Pozycje na listach przebojów | Pozycje na listach przebojów | Pozycje na listach przebojów | Pozycje na listach przebojów | Pozycje na listach przebojów | Pozycje na listach przebojów | Pozycje na listach przebojów | Pozycje na listach przebojów | Pozycje na listach przebojów | Pozycje na listach przebojów | Certyfikat                                  |
| Rok                                                                                    | Album                                                                                      | GBR                          | AUS                          | AUT                          | BEL (FL)                     | BEL (WA)                     | CAN                          | FRA                          | DEU                          | NLD                          | NOR                          | NZL                          | SWE                          | SH                           | USA                          | Certyfikat                                  |
| -------------------------------------------------------------------------------------- | ------------------------------------------------------------------------------------------ | ---------------------------- | ---------------------------- | ---------------------------- | ---------------------------- | ---------------------------- | ---------------------------- | ---------------------------- | ---------------------------- | ---------------------------- | ---------------------------- | ---------------------------- | ---------------------------- | ---------------------------- | ---------------------------- | ------------------------------------------- |
| 1994                                                                                   | Dummy - Wydany: 22 sierpnia 1994 - Wytwórnia: Go! Discs - Format: CD, LP                   | 2                            | 23                           | —                            | 18                           | 12                           | 16                           | 52                           | 45                           | 15                           | 29                           | 21                           | 20                           | 26                           | 79                           | - UK: 3× platyna - MC: platyna - USA: złoto |
| 1997                                                                                   | Portishead - Wydany: 16 września 1997 - Wytwórnia: Go! Discs - Format: CD, LP              | 2                            | 2                            | 6                            | 9                            | 23                           | 5                            | 3                            | 7                            | 31                           | 7                            | 1                            | 6                            | 11                           | 21                           | - UK: platyna - ARIA: złoto - MC: złoto     |
| 2008                                                                                   | Third - Wydany: 28 kwietnia 2008 - Wytwórnia: Go! Discs - Format: CD, LP, digital download | 2                            | 9                            | 4                            | 3                            | 6                            | 3                            | 3                            | 6                            | 8                            | 6                            | 9                            | 18                           | 2                            | 7                            | - UK: złoto                                 |
| – znak oznacza, że album nie był notowany na listach lub nie był wydany w danym kraju. |                                                                                            |                              |                              |                              |                              |                              |                              |                              |                              |                              |                              |                              |                              |                              |                              |                                             |

#### Albumy koncertowe
| Rok  | Album                                                                                        | Pozycje na listach przebojów | Pozycje na listach przebojów | Pozycje na listach przebojów | Pozycje na listach przebojów | Pozycje na listach przebojów | Pozycje na listach przebojów | Pozycje na listach przebojów | Pozycje na listach przebojów | Pozycje na listach przebojów | Certyfikat   |
| Rok  | Album                                                                                        | GBR                          | AUS                          | BEL (FL)                     | FRA                          | DEU                          | NLD                          | NOR                          | NZL                          | USA                          | Certyfikat   |
| ---- | -------------------------------------------------------------------------------------------- | ---------------------------- | ---------------------------- | ---------------------------- | ---------------------------- | ---------------------------- | ---------------------------- | ---------------------------- | ---------------------------- | ---------------------------- | ------------ |
| 1998 | Roseland NYC Live - Wydany: 1998 - Wytwórnia: Go! Discs, London Records - Format: CD, LP, CC | 40                           | 33                           | 35                           | 9                            | 58                           | 59                           | 19                           | 23                           | 155                          | - UK: srebro |

#### Albumy kompilacyjne
- Glory Times (1995)[28]
- New Collection (2008)[29]
- The Best Of Portishead (2008)[30][a]

#### Box set
- Dummy + Portishead + Roseland NYC Live (2009)[31]
- Dummy + Portishead (2009)[32]

### Single
| Rok                                                                                    | Tytuł            | Najwyższe pozycje na listach | Najwyższe pozycje na listach | Najwyższe pozycje na listach | Najwyższe pozycje na listach | Najwyższe pozycje na listach | Najwyższe pozycje na listach | Najwyższe pozycje na listach | Najwyższe pozycje na listach | Najwyższe pozycje na listach | Najwyższe pozycje na listach | Najwyższe pozycje na listach | Najwyższe pozycje na listach | Certyfikat   | Album               |
| Rok                                                                                    | Tytuł            | GBR                          | AUS                          | BEL (WA)                     | CAN                          | FRA                          | IRL                          | NLD                          | NZL                          | SWE                          | SH                           | USA                          | USA (AA)                     | Certyfikat   | Album               |
| -------------------------------------------------------------------------------------- | ---------------- | ---------------------------- | ---------------------------- | ---------------------------- | ---------------------------- | ---------------------------- | ---------------------------- | ---------------------------- | ---------------------------- | ---------------------------- | ---------------------------- | ---------------------------- | ---------------------------- | ------------ | ------------------- |
| 1994                                                                                   | „Numb”           | —                            | —                            | —                            | —                            | —                            | —                            | —                            | —                            | —                            | —                            | —                            | —                            |              | Dummy               |
| 1994                                                                                   | „Sour Times”     | 13                           | –                            | –                            | –                            | –                            | –                            | –                            | –                            | –                            | –                            | 53                           | 5                            | - UK: srebro | Dummy               |
| 1995                                                                                   | „Glory Box”      | 13                           | –                            | 36                           | –                            | 12                           | 12                           | 25                           | –                            | –                            | –                            | –                            | —                            | - UK: złoto  | Dummy               |
| 1997                                                                                   | „All Mine”       | 8                            | 36                           | –                            | –                            | –                            | –                            | –                            | 29                           | 44                           | 42                           | –                            | —                            |              | Portishead          |
| 1997                                                                                   | „Over”           | 25                           | –                            | –                            | –                            | –                            | –                            | –                            | –                            | –                            | –                            | –                            | —                            |              | Portishead          |
| 1998                                                                                   | „Only You”       | 35                           | –                            | –                            | –                            | –                            | –                            | –                            | 37                           | –                            | –                            | –                            | —                            |              | Portishead          |
| 2008                                                                                   | „Machine Gun”    | 52                           | –                            | Tip. 17                      | 84                           | 82                           | –                            | –                            | –                            | –                            | –                            | –                            | —                            |              | Third               |
| 2008                                                                                   | „The Rip”        | –                            | –                            | –                            | –                            | 98                           | –                            | –                            | –                            | –                            | –                            | –                            | —                            |              | Third               |
| 2008                                                                                   | „Magic Doors”    | –                            | –                            | –                            | –                            | 83                           | –                            | –                            | –                            | –                            | –                            | –                            | —                            |              | Third               |
| 2009                                                                                   | „Chase the Tear" | 164                          | –                            | –                            | –                            | –                            | –                            | –                            | –                            | –                            | –                            | –                            | —                            |              | singiel niealbumowy |
| – znak oznacza, że album nie był notowany na listach lub nie był wydany w danym kraju. |                  |                              |                              |                              |                              |                              |                              |                              |                              |                              |                              |                              |                              |              |                     |

#### Notowania polskie
| Rok  | Tytuł            | Pozycja na liście | Pozycja na liście |
| Rok  | Tytuł            | LP3               | SLiP              |
| ---- | ---------------- | ----------------- | ----------------- |
| 1994 | „Numb”           | –                 | –                 |
| 1994 | „Sour Times”     | –                 | 29                |
| 1995 | „Glory Box”      | 19                | –                 |
| 1997 | „All Mine”       | 34                | 20                |
| 1997 | „Over”           | 32                | 23                |
| 1998 | „Only You”       | 34                | 29                |
| 2008 | „Machine Gun”    | 27                | –                 |
| 2008 | „The Rip”        | 25                | –                 |
| 2008 | „Magic Doors”    | –                 | –                 |
| 2009 | „Chase the Tear" | –                 | –                 |

### Teledyski
- „Sour Times” (1994)[44][45]
- „Glory Box” (1995)[46][45]
- To Kill A Dead Man (1995)[45]
- „Numb” (1995)[45]
- „Wandering Star”
- „All Mine”
- „Over”
- „Humming”
- „Only You” (1998)[47][45]
- „Machine Gun”
- „Magic Doors”
- „The Rip” (2008)
- „We Carry On” (2009)[48]
- „SOS” (2016)[45][49]

### Filmografia
Zestawienie na podstawie strony zespołu na IMDb:

#### Filmy krótkometrażowe
- To Kill a Dead Man (1994, reż. Alexander Hemming)

#### Piosenki na ścieżkach dźwiękowych
- Top of the Pops (1995, serial TV, odc. #32.2 – piosenka „Glory Box”)
- Nadja (1994, reż. Michael Almereyda – „Strangers”, „Roads”)
- Zabójcy (1995, reż. Richard Donner – „Sour Times”)
- Le Confessional (1995, reż. Robert Lepage – „Numb”)
- Go Now (1995, reż. Michael Winterbottom – „Mysterons”)
- Little Criminals (1995, reż. Stephen Surjik – „Roads”)
- Tank Girl (1995, reż. Rachel Talalay – „Roads”)
- Szkoła czarownic (1996, reż. Andrew Fleming, „Scorn”)
- Chłopcy, (1996, reż. Stacy Cochran – „Wildwood”)
- Millennium (1996, serial TV, reż. Chris Carter, odc. Pilot – „Roads”)
- Marsjanie atakują! (1996, reż. Tim Burton – „Humming")
- Ukryte pragnienia (1996, reż. Bernardo Bertolucci – „Glory Box”)
- Wszyscy szukają kota (1996, reż. Cédric Klapisch – „Glory Box”)
- Donikąd (1997, reż. Gregg Araki – „Mourning Air”)
- Saturday Night Live (1998, serial TV, reż. Beth McCarthy-Miller, odc. z 17 stycznia); Sarah Michelle Gellar/Portishead: „Only You”)
- Ci którzy mnie kochają wsiądą do pociągu (1998, reż. Patrice Chéreau – „Western Eyes”)
- Daria (1998, serial TV, odc. III – „Only You”)
- Inna Beatrycze (1998, reż. Michael Radford – „Glory Box”)
- The Vice (1999, serial TV – „Sour Times”)
- Podwójna pułapka (1999, reż. Rainer Kaufmann – „Theme”)
- Nieuczciwi (2000, reż. John Stockwell – „Roads”)
- Obserwator (2000, reż. Joe Charbanic – „Roads”)
- Pod piaskiem (2000, reż. François Ozon – „Undenied”)
- Jordan w akcji (2001, serial TV, odc. Urodzony do biegania – „Strangers”)
- 999-9999 (2002, reż. Peter Manus – „Roads”)
- Kuutamolla (2002, reż. Aku Louhimies – „Undenied”)
- At Home with the Braithwaites (2003, reż. Sally Wainwright, odc. #4.2 2003 – „It Could Be Sweet”)
- The Work of Director Chris Cunningham (wideo) (2003, reż. Chris Cunningham – „Only You”)
- Słowo na L (2004, serial TV, odc. Limb for Limb – „Roads”)
- Tout pour plaire (2005, reż. Cécile Telerman – „Glory Box”)
- Pan życia i śmierci (2005, reż. Andrew Niccol – „Glory Box”)
- Sharkwater (2007, reż. Rob Stewart – „Roads”)
- Kumple, (2007, serial TV, odc. Maxxie i Anwar – „Undenied”)
- Worms (2007, reż. Chris Clayton – „Glory Box”)
- Made in America (2008, dokument, reż. Stacy Peralta – „Wandering Star”)
- Spotkanie w Palermo (2008, reż. Wim Wenders – „The Rip”)
- Galantuomini (2008, reż. Edoardo Winspeare – „Glory Box”)
- So You Think You Can Dance (2009, serial TV, odc. Finale: Winner Announced, The Top Eight Perform, w obu – „Machine Gun”)
- Death and Beauty (2009, reż. Ezra Peace – „Deep Water”)
- Wzór (2009, serial TV, odc. And the Winner Is... – „Glory Box”)
- Doctor Who Confidential, (2010, serial dok. TV, odc. War Games – „Silence”)
- Magazyn 13 (2009–2010, serial TV, odc. Burnout, Elements – „Only You”, odc. Time Will Tell – „Sour Times”)
- So You Think You Can Dance Canada (2009–2010, serial TV, odc. Top 12 – „Glory Box”, odc. Top 10 Performan – „Glory Box”)
- Wyklęci (2011, serial TV, Episode #3.6 – „Only You”)
- No me la puc treure del cap (2012, serial TV, odc. Cançons per seduir – „Roads”)
- A Simple Reminder (2013, reż. David Schmudde – „The Rip”)
- Grand Theft Auto V (2013, gra komputerowa – „Numb”)
- Danny Baker Rocks... (A Bit) (2014, serial TV, odc. The Nineties – „Glory Box”)
- My Mad Fat Diary (2014, serial TV, odc.  Not I – „Glory Box”, odc. Girls – „Roads”)
- Defiance (2014, serial TV, odc. The Cord and the Ax – „Roads”)
- Dzika droga (2014, reż. Jean-Marc Vallée – „Glory Box”)
- Gotham (2014, serial TV, odc. Selina Kyle – „Roads”)
- Impersonalni (2014, serial TV, odc. Nautilus – „Roads”)
- Ildus. Live (2014, reż. Roman Glova – „Roads”)
- The 90s: Ten Years That Changed the World (2015, Nico Wasserman – „Sour Times”)
- Fantastic Four (2015, reż. Josh Trank, Stephen E. Rivkin – „Roads”)
- High-Rise (2015, reż. Ben Wheatley – „SOS”)
- American Crime Story (2016, serial TV, odc. Marcia, Marcia, Marcia – „Sour Times”)
- Gucci: Gucci Bloom (2017, wideo, reż. Glen Luchford – „The Rip”)
- Panorama (2017, serial TV, odc. Britain’s Offshore Secrets Exposed – „Cowboys”)
- Diablo Guardián (2018, serial TV, odc. La sombra de Nefastófeles – „Glory Box”)
- Forever (2018, serial TV, odc. Kase – „The Rip”)
- American Horror Story: Apokalipsa (2018, serial TV, odc. Czy to mógł być… Szatan? – „Glory Box”)
- Lucyfer (2019, serial TV, odc. Ależ więcej wiary, ojcze – „Glory Box”)
- Wielkie kłamstewka (2019, serial TV, odc. What Have They Done? – „The Rip”)
- 1994 (2019, serial TV, Episode #1.4, „Glory Box”, Episode #1.7 – „Roads”)
- Ostatni skok w historii USA (2020, reż. Olivier Megaton – „Glory Box”)
- Up4Noise (2020, serial TV, reż. Amelie Nörgaard, odc. Bråk på TV – „Roads”)
- Two Weeks to Live (2020, serial TV, Episode #1.5 – „Glory Box”)
- Opowieść podręcznej (2017–2021, serial TV, odc. Liars – „Only You”, odc. Testimony – „Glory Box”)
- Ulica Strachu - część 1: 1994 (2021, reż. Leigh Janiak – „Sour Times”)